# روما القديمة
روما القديمة هي حضارة انبثقت عن مجتمع زراعي صغير في شبه الجزيرة الإيطالية في منتصف القرن الثامن قبل الميلاد، ظهرت على طول سواحل البحر الأبيض المتوسط وأصبحت واحدة من أكبر امبراطوريات العالم القديم.
تحولت الحضارة الرومانية عبر تاريخها من الحكم الملكي إلى حكم الأقلية الجمهورية ثم إلى امبراطورية استبدادية على نحو متزايد، سيطرت روما على جنوب غرب أوروبا وجنوب شرق أوروبا والبلقان وحوض البحر الأبيض المتوسط عن طريق الغزو والضم.
أصيبت الامبراطورية الرومانية بعدم الاستقرار الداخلي وبهجمات الشعوب المهاجرة، وهكذا انفرط عقد الشطر الغربي من الامبراطورية بما فيه إيطاليا وهسبانيا والغال وبريطانيا وأفريقيا وتشكلت ممالك مستقلة مكانها في القرن الخامس الميلادي.
أما الإمبراطورية الرومانية الشرقية وعاصمتها القسطنطينية فضمت اليونان وآسيا الصغرى مقاطعة رومانية وسوريا ومصر ونجت من تلك الأزمة. على الرغم من خسارتها لسوريا ومصر أمام جيوش الامبراطورية الإسلامية العربية فقد استمرت الإمبراطورية البيزنطية لألفية أخرى، حتى سقوط القسطنطينية بيد الدولة العثمانية.
غالبا ما تصنف الحضارة الرومانية ضمن «العصور القديمة الكلاسيكية» مع اليونان القديمة التي ألهمت الكثير من ثقافة روما القديمة. ساهمت روما القديمة إلى حد كبير في تطوير الحكومة والقانون والحرب والفن والأدب والهندسة المعمارية والتكنولوجيا والدين واللغة في العالم الغربي ولا يزال تاريخها ذا تأثير كبير على العالم اليوم.

## الأسطورة والتاريخ

### تأسيس المملكة الرومانية

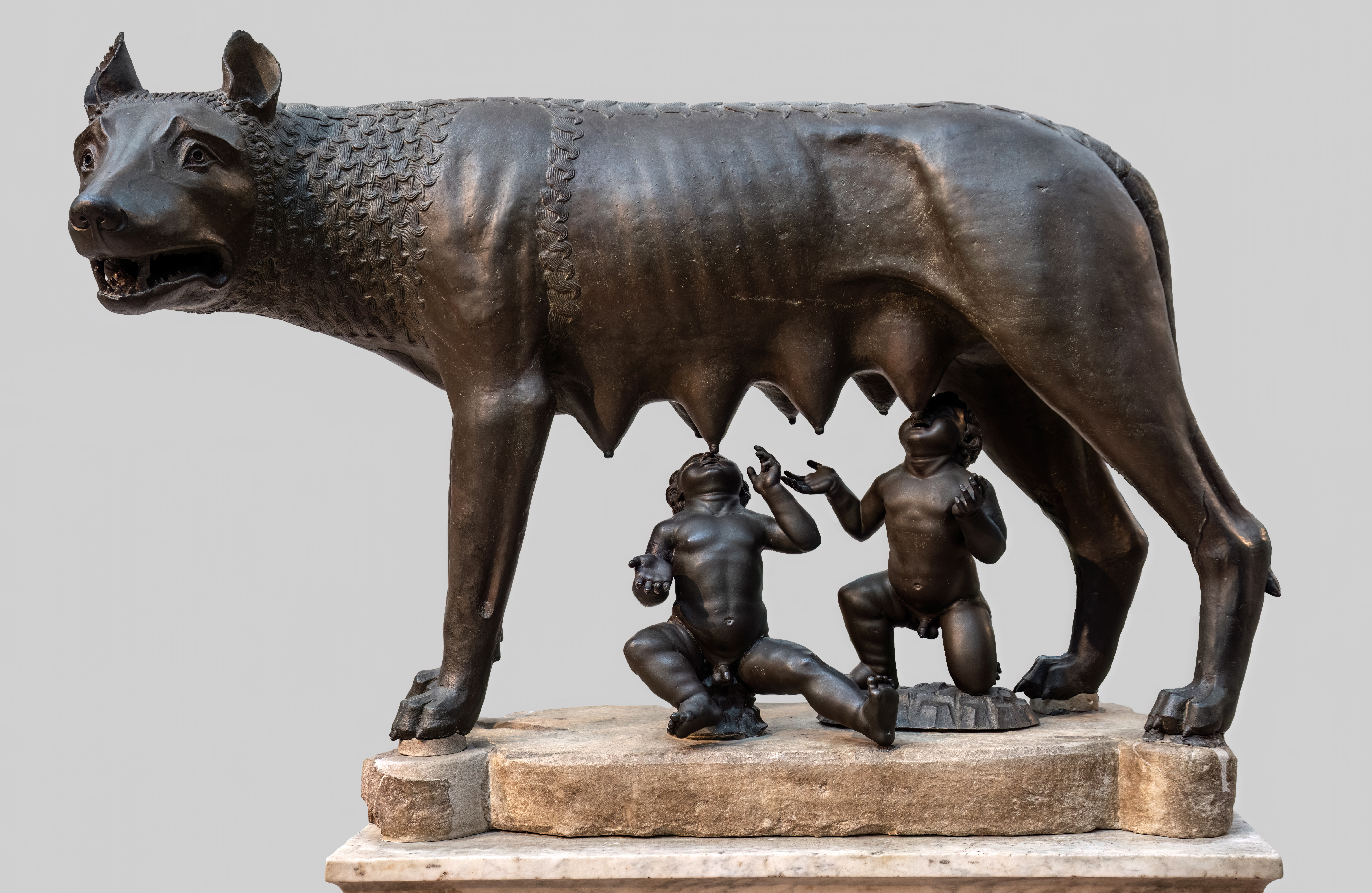
ووفقا للأسطورة، روما تأسست في 753 قبل الميلاد رومولوس وريموس، والذي أثيرت من قبل أنها - الذئب.

وفقا لإحدى الأساطير، تأسست روما في 21 نيسان / أبريل 753 قبل الميلاد على يد أخوين توأم من سلالة أمير طروادة أينياس. رومولوس ورموس هم احفاد الملك اللاتيني، نيوميتور من ألبا لونجا. طرد الملك من عرشه على يد أخيه القاسي اموليوس بينما ابنة نيوميتور، ريا سيلفيا، أنجبت. وكانت ريا سيلفيا العذراء الطاهرة التي تعرضت للاغتصاب من مارس، مما يجعل التوائم نصف الإلهي. وخشى الملك الجديد من أن يقوم رومولوس وريموس باستعادة العرش، ولذلك كان لا بد من اغراقهم. وانقذتهم الذئبة (أو زوجة أحد الرعاة في بعض الروايات) وقامت بتربيتهم، وعندما نضجوا بما يكفي، استعادوا عرش ألبا لونجا لنيوميتور.، ثم أسس التوأم مدينتهم، ولكن ريموس قتل رومولوس في مشاجرة عن أن واحد منهم يحكم كملك روما، وإن كانت بعض المصادر أضافت أن الخلاف كان عن إطلاق أسمائهم على المدينة. ثم أصبح رومولوس مصدرا لاسم المدينة. وحيث أن المدينة كانت محرومة من النساء، تقول الأسطورة ان اللاتينيون دعوا أهل سابين لمهرجان واستولوا على كل فتاة غير متزوجة، مما يؤدي إلى تحقيق التكامل بين اللاتين وأهل سابين.
كما سجل المؤرخ اليونانى ديونيسيس أسطورة آخرى تقول ان الأمير اناس قاد مجموعة من طروادة في رحلة بحرية. وبعد فترة طويلة في بحر هائج، استقروا على ضفاف نهر التيبر. ولم يمض وقت طويل بعد أن استقروا، حتى أراد الرجال الإبحار من جديد، ولكن النساء الذين كانوا يسافرون معهم لم يريدوا المغادرة. واقترحت امرأة واحدة، اسمها روما، أن تقوم النساء بحرق السفن في عرض البحر لمنعهم من مغادرة البلاد. في البداية، غضب الرجال من روما، لكن سرعان ما أدركوا أنهم في الموقع المثالي للاستقرار. وقاموا بتسمية المستعمرة على اسم المرأة التي أحرقت سفنهم.
نمت مدينة روما من مستوطنات حول المخاضة من نهر التيبر، حتى مفترق طرق المرور والتجارة. ووفقا للادلة الأثرية، تأسست قرية روما في وقت ما في القرن الثامن قبل الميلاد، على الرغم من أنها قد تعود إلى القرن العاشر قبل الميلاد، على أيدي أفراد من القبيلة اللاتينية من إيطاليا، على قمة تل البلاطينى. وقد سيطر الاتروريون، الذين سبق أن استقروا إلى الشمال في اتروريا، سياسيا على المنطقة بحلول أواخر القرن السابع قبل الميلاد، لتكوين النخبة الارستقراطية والملكية. ولكن فيما يبدو فقد الاتروريون السلطة على المنطقة بحلول أواخر القرن السادس قبل الميلاد، وعند هذه النقطة، أعاد القبائل اللاتينية الاصلية وقبائل سابين انشاؤ حكومتهم عن طريق ابتكار الجمهورية، مع وضع قيود أكبر بكثير على قدرة الحكام على ممارسة السلطة.
تشير التقاليد الرومانية، وكذلك الأدلة الأثرية، إلى مجمع داخل المنتدى الروماني حيث مقر السلطة للملك وبدايات المراكز الدينية هناك أيضا. وكان نوما بومبيليس هو ثاني ملك لروما خلفا لرومولوس. وبدأ مشاريع روما الكبيرة لبناء قصره الملكي إجيريا (Ninfeo di Egeria) ومجمع العذارى الطاهرة.

### الجمهورية
بحسب التقليد والكُتاب اللاحقين، أُنشئت الجمهورية الرومانية حوالي 509 قبل الميلاد، حيث عُزل آخر ملوك روما السبعة تاركوين الفخور، وتم إنشاء نظام قائم على أساس انتخاب القضاة سنويا ومختلف ممثلى الجمعيات. ووضع الدستور سلسلة من الضوابط والتوازنات، والفصل بين السلطات. وأهم القضاة هم القنصلان، اللذان يمارسان معا السلطة التنفيذية في شكل سلطة، أو قيادة عسكرية. وقد كان يجب أن يعمل القناصل مع مجلس الشيوخ، الذي كان في البداية مجلس استشاري من كبار النبلاء، أو الأرستوقراطيون، ولكن زاد في حجمه وقوته مع مرور الوقت. أما الهيئات القضائية الأخرى في الجمهورية تشمل البريتور (القاضي)، المحتسب، والقسطور (موظف بالإدارة المالية). وكانت المناصب القضائية في الأصل مقصورة على الأرستقراطيون، ولكن لاحقا توسعت لتشمل الأشخاص المشهورة، أو العامة. واشتملت جمعيات التصويت الجمهورية على comitia centuriata{/1 (المجلس القيادى)، الذي يجرى التصويت على قضايا الحرب والسلام، وانتخاب الرجال لاهم المناصب، و{1}comitia tributa (التجمع القبلي)، لانتخاب المناصب الأقل أهمية.
سيطر الرومان تدريجيا على الشعوب الأخرى في شبه الجزيرة الإيطالية، منها الاتروريون. وآخر تهديد لهيمنة الرومان في إيطاليا كانت عندما جندت تارانتو، مستعمرة كبرى يونانية، بيروس من إيبيروس في 281 قبل الميلاد، ولكن هذه الجهود فشلت أيضا. وقد أمن الرومان غزواتهم بتأسيس المستعمرات الرومانية في المناطق الاستراتيجية، وفرض سيطرة مستقرة على المنطقة.، في النصف الثاني من القرن الثالث قبل الميلاد، اشتبكت روما مع قرطاج في الأولى من الثلاثة حروب البونية. وأسفرت هذه الحروب عن أولى غزوات روما عبر البحار، صقلية وإسبانيا، وبعث روما كقوة إمبراطورية هامة. وبعد هزيمة الامبراطورية المقدونية وarz:امبراطوريه سلوقيه في القرن الثاني قبل الميلاد، أصبح الرومان الشعب المهيمن على البحر الأبيض المتوسط.
أدت الهيمنة الأجنبية إلى صراع داخلي. وأصبح أعضاء مجلس الشيوخ أغنياء على حساب المقاطعات، ولكن الجنود الذين كانوا في الغالب من صغار المزارعين، كانوا بعيدا عن الديار لفترة أطول وغير قادرين على الحفاظ على أراضيهم، وأدت زيادة الاعتماد على العبيد الأجانب ونمو الإقطاعات الكبيرة إلى قلة العمل المأجور المتوفر. وخلقت الإيرادات من غنيمة الحرب، والتجارية في محافظات جديدة، والضرائب الزراعية فرص اقتصادية جديدة للأثرياء، لتشكيل طبقة جديدة من التجار، والفرسان. وقد منع قانون كلوديا أعضاء مجلس الشيوخ من الانخراط في التجارة، وذلك في الوقت الذي يمكن من الناحية النظرية انضمام الفرسان إلى مجلس الشيوخ، وكانت مقيدة بشدة من حيث السلطة السياسية. يتنازع مجلس الشيوخ على الدوام، مرارا لعرقلة مهمة إصلاح الأراضي ورفض منح طبقة الفروسية سلطة أكبر في الحكومة. وقامت العصابات العنيفة من العاطلين عن العمل في المناطق الحضرية، التي تسيطر عليها منافستها في مجلس الشيوخ، في تخويف الناخبين من خلال العنف. ووصل الوضع لذروته في أواخر القرن الثاني قبل الميلاد على يد الاخوة جراسى، وهما اخوين من المدافعين عن الشعب الذين حاولوا تمرير قانون إصلاح الأراضي التي من شأنها إعادة توزيع الأراضي الرئيسية للطبقة الأرستوقراطية بين عامة الشعب. وقُتل الأخوين، ولكن مجلس الشيوخ أقر بعض من إصلاحاتهم، في محاولة لتهدئة الاضطرابات المتنامية لطبقات عامة الشعب والفرسان. وقد أدى انكار الجنسية الرومانية من المدن الإيطالية المتحالفة إلى حرب اجتماعية من 91 -- 88 قبل الميلاد. كما أدت إصلاحات الجيش التي قام بها جايوس ماريوس في كثير من الأحيان بالجنود إلى زيادة ولائهم لقائدهم أكثر من ولائهم للمدينة، حيث يستطيع قائد (جنرال) قوى يملك المدينة وافتداء مجلس الشيوخ. وأدى ذلك إلى نشوب حرب أهلية بين ماريوس وحاميه سولا، وبلغت ذروتها في ديكتاتورية سولا من 81-79 قبل الميلاد.
في منتصف القرن الأول قبل الميلاد، شكل ثلاثة رجال، يوليوس قيصر، وبومبيوس الكبير، وكراساس اتفاق سري - الحكومة الثلاثية الأولى - للسيطرة على الجمهورية. وبعد غزو فرنسا على يد قيصر، أدت المواجهة بين القيصر ومجلس الشيوخ إلى الحرب الأهلية، مع قيادة بومبي القوات التابعة لمجلس الشيوخ. ثم انتصر قيصر، وأصبح الديكتاتور مدى الحياة. وفي 44 قبل الميلاد، تم اغتيال قيصر من أعضاء مجلس الشيوخ الذين يعارضون تولى قيصر السلطة المطلقة وارادوا استعادة الحكم الدستوري، ولكن في أعقاب ذلك تولت الحكومة الثلاثية الثانية، التي تتألف من قيصر الوريث المعين، اوكتافيون وأنصاره السابقين، وماركوس أنطونيوس وليبيدس، السلطة.
و لكن هذا التحالف سرعان ما ينزلق إلى صراع من أجل السيطرة. وتم نفي ليبيدس، وعندما هزم اوكتافيون أنطونيو وكليوباترا من مصر في معركة أكتيوم في 31 قبل الميلاد، أصبح حاكما لروما بلا منازع.

### الإمبراطورية
مع هزيمة أعدائه، اتخذت اوكتافيون اسم أغسطس، وتولى تقريبا السلطة المطلقة، ولم يبق إلا على المظهر من الشكل الجمهوري للحكومة. وخليفته المعين، طبريا، استولى على السلطة من دون معارضة جدية، وبدأ أسرة جوليو - كلوديان التي استمرت حتى وفاة نيرو في 68. واستمر التوسع الإقليمي لما هو الآن الإمبراطورية الرومانية، وظلت الدولة آمنة،  على الرغم من سلسلة من الاباطرة الذين ينظر الي كل منهم على نطاق واسع بأنه لئيم وفاسد (على سبيل المثال، حدث جدل على أن كاليجولا كان مجنونا واشتهر نيرو بالقسوة واهتمامه بشؤونه الخاصة أكثر من شؤون الدولة  وتلى حكمهم أسرة فلافيان. وفي عهد "الأباطرة الخمسة الجيدة" (96-180)، وصلت الامبراطورية ذروتها الإقليمية والاقتصادية والثقافية. وكانت الدولة آمنة من التهديدات الداخلية والخارجية، وازدهرت الإمبراطورية خلال باكس رومانا («السلام الروماني»). ومع غزو داسيا في عهد تراجان، وصلت الإمبراطورية ذروة توسعها الإقليمي؛ وامتدت سيطرة روما الآن 2.5 مليون ميل مربع (6.5 مليون كيلومتر مربع). وأدى الطاعون الأنطوني الذي اجتاح الإمبراطورية 165-180 ميلادي إلى مقتل ما يقدر بنحو خمسة ملايين نسمة.

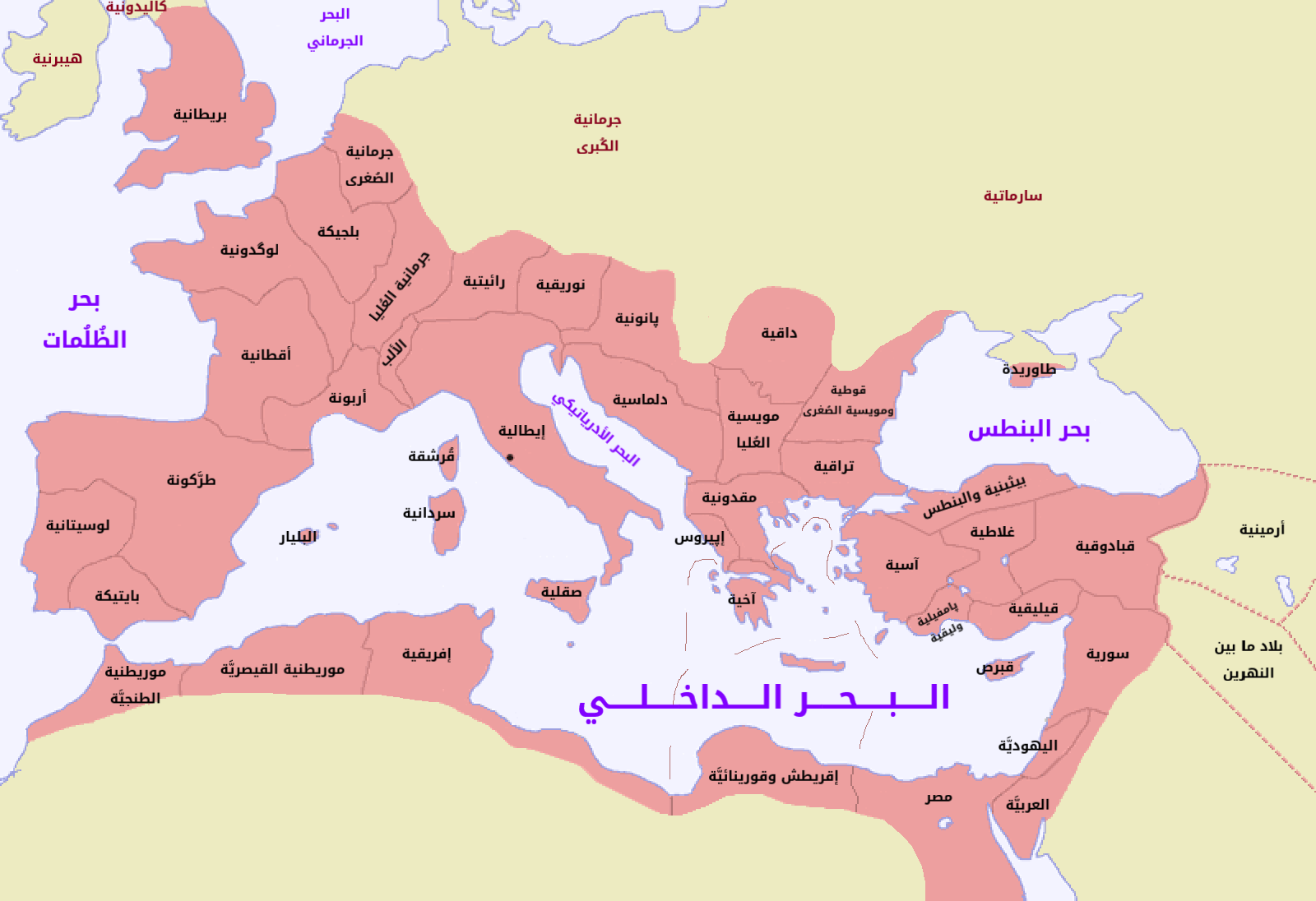
الإمبراطورية الرومانية في أقصى حد في إطار تراجان في 117 ميلادي.

الفترة ما بين 193 و 235 سيطر عليها أسرة سيفيران، وشهدت العديد من الحُكام غير الأكفاء، مثل الجابلاس ، وأدى هذا بالإضافة إلى التأثير المتزايد للجيش على الخلافة الإمبراطورية إلى فترة طويلة من انهيار الإمبراطورية والغزوات الخارجية، المعروفة باسم أزمة القرن الثالث. ثم انتهت الأزمة على يد القيادة الأكثر كفاءة لديوسليتيان (دقلديانوس) ، الذي قسم الإمبراطورية في 293 إلى نصف شرقي وغربي يحكمها حكومة رباعية من اثنين من الأباطرة المشتركين مع اثنين من زملائهم المبتدئين. وتنافس مختلف المشاركين من حكام الإمبراطورية وقاتلوا من أجل سيادة لأكثر من نصف قرن. وفي يوم 11 مايو، 330، أسسس الإمبراطور قسطنطين الأول بيزنطة باعتبارها عاصمة الامبراطورية الرومانية وأعاد تسميتها لتصبح القسطنطينية. وقد تم التقسيم الدائم للإمبراطورية إلى الإمبراطورية الرومانية الشرقية (عرفت فيما بعد باسم الامبراطورية البيزنطية) والامبراطورية الرومانية الغربية في 395.
قد تعرضت الإمبراطورية الغربية باستمرار لمضايقات من غزوات البربر، واستمر انهيار الإمبراطورية الغربية تدريجيا على مر القرون. وفي القرن الرابع، تسببت الهجرة إلى الغرب من الهانية في بحث القوطيون الغربيون عن ملجأ داخل حدود الإمبراطورية الرومانية.، وفي 410، غزا القوطيون الغربيون، بقيادة ألاريك الأول، مدينة روما نفسها. كما غزا الونداليون المقاطعات الرومانية في فرنسا، إسبانيا، وشمال أفريقيا، وفي 455 اجتاحوا روما. وفي سبتمبر 4، 476، أجبر الملك الجرماني اودواسير الإمبراطور الروماني الأخير في الغرب، رومولوس أغسطس، على التنازل عن العرش. وبعدما استمرت نحو 1200 عاما، وصل حكم روما في الغرب إلى النهاية.
عانت الإمبراطورية الشرقية من نفس المصير، ولكن ليس بنفس القسوة. حيث نجح قسطنين في استعادة شمال أفريقيا وإيطاليا لفترة قصيرة، ولكن الممتلكات البيزنطية في الغرب تحولت إلى جنوب إيطاليا وصقلية في غضون بضع سنوات بعد وفاة قسطنين. وفي الشرق، أدى التدمير الجزئى الناجم عن كارثة قسطنين، إلى تهديد البيزنطيين من ظهور الإسلام، حيث غزا أتباعه الأراضي بسرعة في سوريا ومصر وسرعان ما أصبح تهديدا مباشرا للقسطنطينية. ومع ذلك نجح البيزنطيون في وقف التوسع الإسلامي في أراضيهم خلال القرن الثامن، أما في بداية القرن التاسع فاستطاعوا رد أجزاء من الأراضي التي غزاها. وفي 1000 م كانت الإمبراطورية الشرقية في ذروتها: أعاد باسيلياس الثاني فتح بلغاريا وأرمينيا، وازدهرت الثقافة، والتجارة. ولكن بعد فترة وجيزة توقف التوسع فجأة في 1071 في معركة مانزيكرت. هذا أدى في النهاية إلى الانهيار المأساوي للإمبراطورية. وقي النهاية أدت عدة قرون من الصراع الداخلي والغزوات التركية إلى تمهيد الطريق للإمبراطور اليكساس الأول كوميناس لارسال طلب للمساعدة من الغرب في 1095. واستجاب الغرب مع الحروب الصليبية، مما أدى في النهاية إلى نهب القسطنطينية على يد المشاركين في الحملة الصليبية الرابعة. ويوضح فتح القسطنطينية في 1204 تجزئة القليل الباقى من الامبراطورية إلى دول الخلفاء، والانتصار النهائى لولاية نيقية  وبعد الاستيلاء على القسطنطينية على يد قوى الإمبراطورية، كانت الإمبراطورية أقل قليلا من الدولة اليونانية تقتصر على ساحل بحر إيجه. وانتهت الإمبراطورية الشرقية عندما قام محمد الثاني بغزو القسطنطينية في 29 مايو 1453.

## المجتمع
تعد المدينة الإمبراطورية روما أكبر مركز للمدن في وقتها، وعدد سكانها حوالي مليون شخص (حوالي حجم لندن في أوائل القرن ال 19، عندما كانت لندن أكبر مدينة في العالم)، مع بعض النهاية المرتفعة تقدر 14 مليون والنهاية المنخفضة تقدر 450,000. وتضج الأماكن العامة في روما بضجيج الحوافر وصلصلة عجلات العربات الحديدية عربة العجلات حيث اقترح يوليوس قيصر حظرا على مرور العربات خلال النهار. وتشير التقديرات التاريخية إلى أن حوالي 20 في المئة من السكان تحت سيطرة روما القديمة (25-40 ٪، وهذا يتوقف على المعايير المستخدمة في إيطاليا الرومانية  يعيشون في عدد لا يحصى من المراكز الحضرية، بتعداد السكان 10,000 أو أكثر وعدد من المستعمرات العسكرية، وهو معدل مرتفع جدا للتحضر مسبقا المعايير الصناعية. وكانت معظم هذه المراكز بها ساحه عامه ومعابد ومباني متماثلة الطراز، على نطاق أصغر، من تلك الموجودة في روما.

### الهيكل الطبقى

المنطقة الواقعة تحت السيطرة الرومانية ([82] [83] [84] [85] [86

يُنظر إلى المجتمع الرومانى إلى حد كبير على أنه هرمي، مع العبيد (servi) في القاع، المعتقون (liberti) فوقهم، والمواطنين المولدين أحرار (cives) في القمة. كما أن المواطنين الأحرار أنفسهم أيضا مقسمين إلى طبقات. ويعتبر الانقسام واسع النطاق، والأقرب، بين الأرستوقراطيون، الذي يمكن أن يعود أسلافها إلى واحد من 100 البطريرك عند تأسيس المدينة، والعامة الذي لا يمكن. وأصبح هذا أقل أهمية في الجمهورية اللاحقة، لأن بعض عائلات العامة أصبحت غنية ودخلت عالم السياسة، وبعض الأسر الارستوقراطية تعرضت لأوقات عصيبة. أي شخص، سواء كان أرستوقراطي أو من العامة، يعتبر قنصل سلفا له يُعد نبيل (نوبيليس)، الرجل الذي كان أول عائلته ليحمل لقب القنصلية، مثل ماريوس أو سيسرو، وكان معروفا بأنه novus homo («رجل جديد»)، ونبلا وذريته. ومع ذلك لا يزال أرستقراطي النسب يُمنح مكانة كبيرة، ولا تزال العديد من المناصب الدينية تقتصر على الأرستقراطيون.
أصبح التقسيم الطبقى على أساس الخدمة العسكرية أكثر أهمية. وتحدد عضوية هذه الطبقات بشكل دوري من قبل الرقباء، وفقا للممتلكات. وكانت الأغنى هي طبقة أعضاء مجلس الشيوخ، الذين كانوا يهيمنون على الحياة السياسية وقيادة الجيش. وتليها الفرسان (equites، وأحيانا بترجمة «الفرسان»، والذين يستطيع في الأصل تحمل نفقات جواد الحرب، والذين يشكلون الطبقة التجارية القوية. وهناك المزيد من الطبقات، على أساس المعدات العسكرية التي يستطيع أعضائها تحمل نفقاتها، وتلت ذلك، البروليتارى (العمال) المواطنين الذين ليس لديهم ممتلكات إطلاقا، في القاع. الذين كانوا قبل إصلاحات ماريوس غير مؤهلين للخدمة العسكرية، وكثيرا ما وصفت بأنها بالكاد فوق العبيد المحررين من حيث الثروة والمكانة.
اعتمدت قوة التصويت في جمهورية على الطبقة. ويسجل المواطنون في التصويت «القبائل»، ولكن القبائل من الطبقات الغنية بها أعضاء أقل من الأكثر فقرا، يتم تسجيل البروليتارى أجمعهم في قبيلة واحدة. وكان التصويت يتم في ترتيب طبقي بمجرد وصول غالبية القبائل، ولذلك تكون الطبقات الفقيرة، في كثير من الأحيان غير قادرة حتى على الادلاء بأصواتهم.
تُعطى المدن الأجنبية المتحالفة في كثير من الأحيان الحق اللاتيني، على مستوى متوسط بين المواطن والاجنبي الكامل (peregrini)، مما يُتيح لمواطنيها الحقوق بموجب القانون الروماني ويسمح لكبار القضاة في الحصول على حق المواطنة الرومانية المطلقة. على الرغم من وجود درجات متفاوتة من الحقوق اللاتينية، كان الانقسام الرئيسي بين cum suffragio («مع تصويت»؛ المسجلين في قبيلة رومانية وتمكن من الاشتراك في مجلس القبيلة) وsin suffragio («من دون تصويت»، غير قادر على المشاركة في الحياة السياسية الرومانية). وتم منح بعض حلفاء روما الإيطالية حق المواطنة الكاملة بعد الحرب الاجتماعية من 91-88 قبل الميلاد، وامتد حق الجنسية الرومانية لجميع الرجال الذين ولدوا أحرار في الإمبراطورية على يد كاراكلا في 212 من خلال إصداره المرسوم الانطوني. واشتركت المرأة في بعض الحقوق الأساسية مع نظرائهن من الرجال، ولكن لم تكن تعتبر مواطنة كاملة وبالتالي لا يحق لهم التصويت أو المشاركة في الحياة السياسية.

### الأسرة
كانت الوحدات الأساسية للمجتمع الروماني هي الأسر والعشائر. وتشتمل الأسر أساس الأسرة (عادة ما يكون الأب)، رب الأسرة (أب الأسرة)، وزوجته، والأطفال، وغيرهم من الأقارب. وفي الطبقات العليا، كان العبيد والخدم أيضا جزءا من الأسرة. وكان رب الأسرة يتمتع بقوة عظمى (السلطة الأبوية «سلطة الأب») أكثر من أولئك الذين يعيشون معه: فقد يُجبر على الزواج (من أجل المال عادة)، والطلاق، وبيع الأطفال للرق، والمطالبة بممتلكات تابعيه كممتلكاته، بل وله الحق في معاقبة أو قتل أفراد الأسرة (و إن كان هذا الحق الأخير في ما يبدو لم يعد يمارس بعد القرن الأول قبل الميلاد).
السلطة الأبوية، امتدت أيضا إلى كبار الأبناء مع أسرهن: لم يكن الرجل يعتبر رب الأسرة، إلا عندما يصبح قادرا حقا على عقد الملكية، في حياة والده. وخلال بداية فترة تاريخ روما، خضعت الابنة عند تزوجها للسيطرة (manus) من زوجها رب الأسرة، على الرغم في نهاية الجمهورية اختلف الشكل، حيث يمكن للمرأة أن تختار الاستمرار في الاعتراف بأسرة والدها كأسرتها الحقيقية أو لا. ولكن، كما يحسب الرومان النسب عن طريق الرجل، أي أطفال ستنجبها سوف تنتمي إلى أسرة زوجها.
تشكل مجموعات من الأسر المتصلة العشيرة (gens). وتقوم العشائر على روابط الدم أو التبني، ولكن أيضا التحالفات السياسية والاقتصادية. وخصوصا في الجمهورية الرومانية، حكمت بعض الأسر القوية، أو Gentes Maiores (من أسرة مايوريز)، للسيطرة على الحياة السياسية.
كان الزواج الروماني القديم غالبا ما يعد اتحاد مالي وسياسي أكثر من ارتباط رومانسي، وخاصة في الطبقات العليا. وعادة ما يبدأ الآباء البحث عن أزواج لبناتهم عندما يصلوا إلى سن ما بين اثني عشر وأربعة عشر. ويكون الزوج غالبا أكبر سنا من العروس. في حين أن فتيات الطبقة العليا تتزوج وهي صغيرة جدا، وهناك أدلة على أن نساء الطبقة الدنيا تتزوج في الغالب في أواخر سنوات المراهقة أو أوائل العشرينات.

### التعليم
في أوائل الجمهورية، لم يكن هناك مدارس عامة، ولذلك كان الأولاد يتعلمون القراءة والكتابة على يد والديهم، أو العبيد المتعلمين، ويسمون paedagogi عادة من أصل يوناني. وكان الهدف الرئيسي من التعليم خلال هذه الفترة لتدريب الشباب في الزراعة، والحرب، والتقاليد الرومانية، والشؤون العامة. وتعلم الأولاد الصغار الكثير عن الحياة المدنية من مرافقة آبائهم للحفلات الرسمية الدينية والسياسية، بما في ذلك مجلس الشيوخ لأبناء النبلاء. وكان أبناء النبلاء يتعلمون على يد شخصية سياسية بارزة في سن 16 سنة، ويشترك في حملته مع الجيش اعتبارا من سن 17 (هذا النظام لا يزال قيد الاستخدام لدى بعض العائلات النبيلة لفترة طويلة في عهد الإمبراطورية. ثم تم تعديل التطبيقات التعليمية التالية لغزو الممالك الهيلينية في القرن الثالث قبل الميلاد وما ينتج عنها من التأثير اليوناني، على الرغم من أنه ينبغي أن يلاحظ أن التطبيقات التربوية الرومانية لا تزال تختلف اختلافا كبيرا عن اليونانية. وإذا كان بوسع والديهم أن تتحمل النفقات، تم إرسال الفتيان وبعض الفتيات في سن 7 إلى مدرسة خاصة خارج المنزل، تدعى ludus حيث المدرس (يسمى litterator أو "قائد اللعبة" وغالبا من أصل يوناني) يقوم بتعليم أساسيات القراءة والكتابة والحساب، وأحيانا اليونانية، حتى سن 11. وابتداء من سن 12، يتوجه الطلاب إلى المدارس الثانوية، حيث يعلمهم المعلم (الآن تسمى grammaticus) عن الأدب الروماني واليونانى. وفي سن ال 16، ينضم بعض الطلاب لمدرسة فن الخطابة أو البلاغة (حيث المعلم، على الدوام تقريبا يوناني، وكان يسمى الخطيب). ويعد التعليم على هذا المستوى الطلاب للمهن القانونية، والتي تتطلب من الطلاب حفظ قوانين روما. ويتوجه التلاميذ إلى المدرسة كل يوم، باستثناء الأعياد الدينية وأيام السوق. كما أن هناك عطلة الصيف أيضا.

### الحكومة
في البداية، كان روما يحكمها ملوك، الذين يتم انتخابهم من كل واحدة من كبرى القبائل في روما بدورها. وكانت طبيعة سلطة الملك غير مؤكدة. حيث قد يمتلك سلطة شبه مطلقة، أو قد يكون مجرد الرئيس التنفيذي لمجلس الشيوخ والشعب. وعلى الأقل في القضايا العسكرية، تصبح سلطة الملك إمبريوم من المرجح مطلقة. وكان أيضا رئيسا لدين الدولة. بالإضافة إلى سلطة الملك، كان هناك ثلاثة مجالس الإدارية: مجلس الشيوخ، والذي هو بمثابة هيئة استشارية للملك ؛ Comitia Curiata، الذي يستطيع تأييد والتصديق على القوانين التي يقترحها الملك وComitia Calata، الذي كان مجلس من تجمع الكهنة التي يمكن أن تجمع الناس ليكونوا شهودا على بعض الأعمال، يسمع التصريحات، والإعلان عن العيد الدينى، والجدول الزمني لعطلة الشهر المقبل.
أدى الصراع الطبقي الغير عادى في الجمهورية الرومانية إلى مزيج من الديمقراطية وحكم الأقلية. وتأتى كلمة الجمهورية من اللاتينية res publica التي تترجم حرفيا إلى الأعمال العامة. حيث يتم إقرار القوانين الرومانية عادة بعد تجمع أغلبية الشعبي (Comitia Tributa). وبالمثل، فإن المرشحين لتولي المناصب العمومية يجب عليهم ترشيح أنفسهم للانتخابات من قبل الشعب. ومع ذلك، فإن مجلس الشيوخ الروماني يمثل جمعية لحكم الأقلية، والتي هي بمثابة هيئة استشارية. وفي الجمهورية، تمتع مجلس الشيوخ بسلطة كبيرة (auctoritas)، ولكن لا يوجد أي تعارض فعلي للسلطة التشريعية، ومن الناحية الفنية مجلس استشاري فقط. ولكن، كما كان أعضاء مجلس الشيوخ كلا مؤثر للغاية على حدى، كان من الصعب تحقيق أي شيء ضد الإرادة الجماعية لمجلس الشيوخ. ويتم اختيار أعضاء مجلس الشيوخ الجدد من بين أهم الأرستوقراطيون البارعون من قبل الرقباء (Censura)، الذي يمكن أن يقيل عضو مجلس الشيوخ من منصبه في حال تم العثور على أنه «فاسد أخلاقيا»، وهي التهمة التي يمكن أن تشمل الرشوة، أو كما ظل كاتو الأكبر، متعانقة زوجة آخر أمام العامة. ولاحقا، في إطار الإصلاحات التي قام بها الدكتاتور سولا، يتم تعيين القسطور (موظف روماني قي الإدارة المالية) تلقائيا في أعضاء مجلس الشيوخ، على الرغم من أن معظم هذه الإصلاحات لم تبق.
لم تحدد الجمهورية البيروقراطية، وجمع الضرائب من خلال ممارسة الضرائب الزراعية. وكانت المواقع الحكومية مثل القسطور موظف روماني، المحتسب، أو وكيل الحاكم الأعلى تمول من رئيس مكتب قطاع الاموال الخاصة. من أجل منع أي مواطن من الحصول على سلطات أكثر، يتم انتخاب القضاة الجدد سنويا، وعليهم تقاسم السلطة مع زميل. فعلى سبيل المثال، في ظل الظروف العادية، أعلى سلطة كانت في يد اثنين من القناصل. في حالات الطوارئ، يتم تعيين دكتاتور مؤقت. وفي جميع أنحاء الجمهورية، تم تعديل النظام الإداري عدة مرات للامتثال للمطالب الجديدة. في النهاية، ثبت أنه غير فعال لمراقبة التوسع لسيطرة روما، والمساهمة في إقامة الامبراطورية الرومانية.
في بداية الإمبراطورية، تم الحفاظ على شكل الحكومة الجمهورية. وكان الإمبراطور الروماني يصور كالقائد (الأول) أو «المواطن الأول»، واكتسب مجلس الشيوخ السلطة التشريعية والسلطة القانونية كافة التي كان يتحكم بها التجمعات الجماهيرية. ومع ذلك، ازداد حكم الأباطرة الاستبدادي على مر الزمن، وتحول مجلس الشيوخ إلى هيئة استشارية معينة من قبل الإمبراطور. ولم ترث الإمبراطورية مجموعة البيروقراطية من الجمهورية، حيث أن جمهورية لم يكون بها أي تشكيل حكومي دائم بغض النظر عن مجلس الشيوخ. وقام الإمبراطور بتعيين المساعدين والمستشارين، ولكن افتقرت الدولة إلى كثير من المؤسسات، مثل الميزانية المركزية المخططة. وقد ذكر بعض المؤرخين أن هذا أحد الأسباب الهامة لانهيار الامبراطورية الرومانية.

### القانون
يمكن ارجاع جذور المبادئ القانونية والممارسات في الرومان القديمة إلى قانون من اثني عشر جدول (من 449 قبل الميلاد) إلى تدوين الإمبراطور قسطنطين الأول (حوالى 530 ميلادية). وحافظ القانون الروماني على رموز قسطنطين للاستمرار في الامبراطورية البيزنطية، وشكلت أساسا للمدونات المماثلة في غرب أوروبا. واستمر القانون الروماني، بمعنى أوسع، في أن يُطبق في معظم أنحاء أوروبا حتى نهاية القرن ال 17.
تتكون الأقسام الرئيسية لقانون روما القديمة، كما هو وارد ضمن رموز قانون قسطنين وثيودوسي، من القانون المدني، والقانون الشعبي، والقانون الطبيعى.و كان القانون المدني («قانون المواطن») البنية الأساسية للقوانين العامة التي تطبق على المواطنين الرومان. و"البريتور الحضرى" (أي  القاضي الحضري) هم الأفراد الذين يتمتعون بالسلطان القضائي لحل القضايا التي تتعلق بالمواطنين. أما القانون الشعبي («قانون الأمم») هو البنية الأساسية للقوانين التي تطبق على الأجانب، وتعاملهم مع المواطنين الرومان. و"البريتور المتنقل" (أي القاضي المتنقل) هم الأفراد الذين يتمتعون بالسلطان القضائي لحل القضايا التي تتعلق بالمواطنين والأجانب. والقانون الطبيعي يشمل القانون الطبيعي، وهي مجموعة القوانين التي تعتبر مشتركة بين الجميع.

### الاقتصاد
قادت روما القديمة منطقة واسعة من الأرض، مع ما يستتبعه من الموارد الطبيعية والبشرية. على هذا النحو، ارتكز اقتصاد روما على الزراعة والتجارة. وغيرت التجارة الحرة للزراعة المنظر العام الإيطالي، وبحلول القرن الأول قبل الميلاد، حلت الولايات الواسعة من العنب والزيتون محل المزارع اليومانية التي لم تتمكن من مواكبة أسعار الحبوب المستوردة. وقدمت كل من مصر، وصقلية وتونس الملحقة إلى شمال أفريقيا إمدادات مستمرة من الحبوب. وفي المقابل، كان زيت الزيتون والنبيذ صادرات إيطاليا الرئيسية. كما تمت ممارسة تناوب المحاصيل على مستويين، ولكن كان مجمل الإنتاجية الزراعية منخفضة، حوالي 1 طن لكل هكتار.
أما أنشطة الصناعة والتصنيع فكانت صغيرة. وأكبر هذه الأنشطة هي المناجم ومحاجر الحجارة، التي توفر مواد البناء الأساسية للمباني في تلك الفترة. أما في مجال التصنيع، كان الإنتاج على نطاق صغير نسبيا، وعادة تتكون من الورش والمصانع الصغيرة التي تستخدم عشرات من العمال. غير أن بعض مصانع الطوب تستخدم مئات العمال.
اعتمد اقتصاد الجمهورية الأولية إلى حد كبير على أساس العمل الصغير والمدفوع. غير أن الحروب والغزوات الأجنبية جعلت العبيد متوفرين ورخيصين الثمن بصورة متزايدة، وبحلول أواخر الجمهورية، كان الاقتصاد يعتمد إلى حد كبير على العمل بالسخرة (العبودية) لكلا من العمل الماهر وغير الماهر. وتُقدر العبودية بأنها شكلت حوالي 20 ٪ من سكان الإمبراطورية الرومانية في هذا الوقت و 40 ٪ في مدينة روما. إلا أن الإمبراطورية الرومانية، عندما توقفت الفتوحات وزادت أسعار العبيد، أصبح توظيف العمالة أكثر اقتصادا من ملكية العبيد.
على الرغم من أن نظام المقايضة كان يستخدم في روما القديمة، وغالبا ما تستخدم في تحصيل الضرائب، وضعت روما نظام عملة متطور للغاية، باستخدام العملات النحاس، والبرونزية، وعملات المعادن الثمينة وتداولها في جميع أنحاء الإمبراطورية، بل اكتشف بعضها في الهند. قبل القرن الثالث قبل الميلاد، كان يتم تداول النحاس من حيث الوزن، ويقاس بكتل لا تحمل علامات، عبر وسط إيطاليا. وتحظى العملات المعدنية النحاسية الأصلية (as) بوجها قيمة جنيه روماني واحد من النحاس، ولكن وزنه أقل من ذلك. وهكذا، تجاوزت منفعة المال الروماني كوحدة تبادل القيمة الفعلية كمعدن. بعد أن بدأ نيرو الحط من الدرهم الفضي، أصبحت قيمته القانونية أكبر بما يقدر بنحو ثلث قيمته الفعلية.
كانت الخيول مكلفة للغاية، وغيرها من مجموعات الحيوانات بطيئة للغاية، للتجارة الضخمة على الطرق الرومانية، والتي تربط المراكز العسكرية بدلا من الأسواق، ونادرا ما كانت مصممة للعجلات. ونتيجة لذلك، كان نقل السلع بين المناطق الرومانية قليل حتى ظهور التجارة البحرية الرومانية في القرن الثاني قبل الميلاد. خلال تلك الفترة، تأخذ السفن التجارية أقل من شهر لإتمام رحلة من قادس إلى الإسكندرية عبر اوستيا، تمتد على طول البحر الأبيض المتوسط بأكمله. حيث كان النقل عن طريق البحر أرخص بنحو 60 مرة من النقل البرى، وذلك لأن حجم هذه الرحلات أكبر بكثير.
يعتبر بعض الاقتصاديين مثل بيتر تيمن أن الإمبراطورية الرومانية اقتصاد تجارى، بدرجة مماثلة للممارسات الرأسمالية في القرن ال17 في هولندا والقرن ال18 في إنجلترا.

### شؤون عسكرية

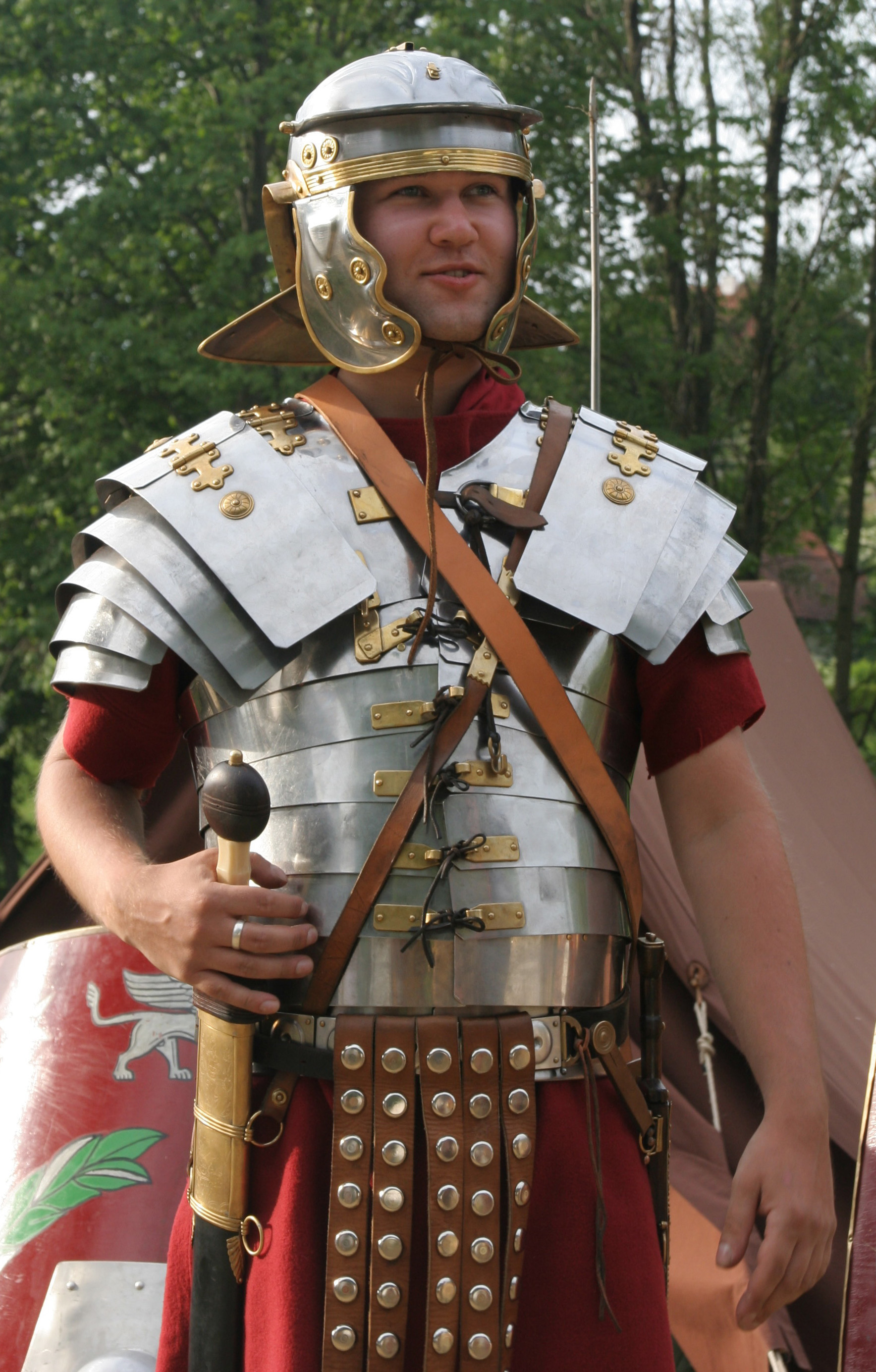
نسخة حديثة من نوع segmentata وريكا دروع

كان الجيش الروماني الأول (500 قبل الميلاد)، شأنه في ذلك شأن سائر الدول المعاصرة تأثر بالحضارة اليونانية، مواطن الميليشيات الذي يمارس تكتيكات الهبليت. انها صغيرة (سكان من الذكور الأحرار في سن الخدمة العسكرية، نحو 9,000)، ونظمت في خمسة فصول (في خط مواز لcomitia centuriata (جمعية المائة مقاتل)، وهي الهيئة المنظمة للمواطنين سياسيا)، مع ثلاثة هبليت موفرة واثنين من مشاة الروحية الموفرة. وكان الجيش الروماني الأول محدودا تكتيكيا وموقفه من خلال هذه الفترة كان موقفا دفاعيا في الأساس. وبحلول القرن الثالث قبل الميلاد، تخلى الرومان عن تشكيل الهبليت لصالح نظام أكثر مرونة من مجموعات أصغر من 120 رجل (أو في بعض الحالات 60) تُدعى شرذمة رومانية يمكنها المناورة أكثر استقلالا على أرض المعركة. وشكل ثلاثون شرذمة مرتبة في ثلاثة خطوط مع دعم القوات الفيلق، البالغ عددهم ما بين 4,000 و 5,000 رجل. وتكون الفيلق الجمهوري الأول من خمسة أقسام، كل منها مجهزة بطريقة مختلفة وأماكن مختلفة في تشكيل: ثلاثة خطوط من شرذمة المشاة الثقيلة (هاستاتي، principes and triarii) وقوة من المشاة الخفيفة (فيليتز) والفرسان (إكوايتس).و جاء مع التنظيم الجديد توجه جديد نحو الهجوم ووقفة أكثر عدوانية تجاه الدول المجاورة.
القوة الكاملة الأسمية، اشتمل الفيلق الجمهوري الأولى على 3,600 إلى 4,800 من المشاة الثقيلة، وعدة مئات من المشاة الخفيفة وعدة مئات من الفرسان، أي ما مجموعه 4,000 إلى 5,000 رجل. وعانت الجحافل في كثير من الأحيان من فقدان القوة إلى حد كبير نتيجة فشل التجنيد أو الفترات التالية من الخدمة الفعلية الناجمة عن الحوادث، وإصابات المعارك والمرض والهروب من الخدمة. وخلال الحرب الأهلية، كانت جحافل بومبي في الشرق بكامل قوتها لأنهم معينين حديثا، في حين جحافل قيصر كانت في كثير من الحالات أقل بكثير من قوة رمزية بعد فترة طويلة من الخدمة الفعلية في فرنسا. كما ينطبق هذا النمط على القوات المساعدة.
حتى أواخر فترة الجمهوري، كان الفيلقي النمطي هو ممتلكات مالكة للمزارع المواطن من منطقة ريفية (adsiduus) الذي خدم في حملات خاصة (و غالبا ما تكون سنوية)  والذي يوفر معداته الخاصة، وركوبته الخاصة، في حالة الفرسان. واقترح هاريس أن حتى 200 قبل الميلاد، كان متوسط المزارعين في الريف (الذي نجا) قد يشارك في ست أو سبع حملات. ولم يخدم كل من المعتقون والعبيد (حيثما كان مقيمون) والمواطنون في المناطق الحضرية الا في ما ندر من حالات الطوارئ. وبعد حوالى عام 200 قبل الميلاد، تدهورت الأوضاع الاقتصادية في المناطق الريفية لزيادة الاحتياجات من القوى العاملة، ولذلك انخفضت مؤهلات الممتلكات للخدمة تدريجيا. بدءا جايوس ماريوس في 107 قبل الميلاد، تم تجنيد المواطنون دون ممتلكات وبعض المواطنين الذين يقطنون في المناطق الحضرية (proletarii وتزويدهم بالمعدات، على الرغم من أن معظم أعضاء الفيلق ظلت تأتي من المناطق الريفية. حيث أصبحت الخدمة مستمرة وطويلة تصل إلى عشرين عاما في حالة الطوارئ على الرغم من أن برانت يزعم أن ستة أو سبعة أعوام كانت أكثر شيوعا. وابتداء من القرن الثالث قبل الميلاد، تم دفع رواتب لأعضاء الفيلق (تم التنازع على المبالغ ولكن قام قيصر «مضاعفة» مكافأة قواته إلى 225 ديناريوس في السنة)، ويمكن يستبق الغنائم والهبات (توزيعات الغنائم من القادة) من الحملات الناجحة، وتبدأ في وقت ماريوس، كثيرا ما كانت الأرض المخصصة كمنحة عند التقاعد. ويتم تجنيد الفرسان والمشاة الخفيفة المرتبطة بالفيلق (auxilia) من المناطق التي يخدم فيها الفيلق. وقد شكل قيصر فيلق، والخامسة Alaudae، من غير المواطنين في بجبال الألب الفرنسي للخدمة في حملاته في فرنسا. وبحلول عصر القيصر أغسطس، تم التخلي عن تصور الجنود المواطنون، وأصبحت الجحافل مهنية تماما. وقد تم دفع 900 "سيسترس" للفيلق في العام ويمكن توقع دفع 12,000 سيسترس عند التقاعد.
عند انتهاء الحرب الأهلية، أعاد أغسطس تنظيم القوات المسلحة الرومانية، بتسريح الجنود وتصريف الجحافل. واحتفظ 28 من الجحافل، موزعة من خلال مقاطعات الإمبراطورية. وخلال عصر المساواة، استمر التنظيم التكتيكي للجيش في التطور. وقد ظلت المساعدة كتيبة مستقلة، وعملت قوات الفيلق غالبا كمجموعات من الكتائب بدلا من جحافل كاملة. ويمكن لوحدة جديدة متعددة، cohortes equitatae، تجمع الفرسان والفيلق في تشكيل واحد أن تكون حاميات أو مخافر أمامية، ويمكن أن تقاتل بمفردها كقوى صغيرة متوازنة، أو يمكن أن تُجمع مع غيرها من الوحدات المماثلة باعتبارها أكبر قوة بحجم الفيلق. وساعدت هذه الزيادة في المرونة التنظيمية على مر الزمن في ضمان النجاح على المدى الطويل للقوات العسكرية الرومانية.
بدأ الإمبراطور غالينوس (253-268 ميلادي) عملية إعادة التنظيم التي خلقت الهيكل العسكري النهائي للإمبراطورية النهائية. وتم سحب بعض الجحافل من القواعد الثابتة على الحدود، وأنشأ جالينس القوات المتحركة (the كومتاتنيس أو الجيوش الميدانية)و تركيزهم خلف وعلى مسافة من الحدود كأنهم احتياطي استراتيجي. وتمركزت قوات الحدود (limitanei) في القواعد الثابتة واستمرت لتكون خط الدفاع الأول. وكانت الوحدة الأساسية لجيش الميدان هي «فوج» والجحافل أو المساعدة للمشاة والمقاتلين للفرسان. وتشير الدلائل إلى أن القوة الاسمية 1,200 رجل لكتيبة مشاة و 600 لسلاح الفرسان، على الرغم من العديد من السجلات تظهر انخفاض فعلي في عدد القوات (800 و 400). وتعمل الكثير من أفواج المشاة والفرسان في أزواج تحت قيادة comes. بإضافة إلى القوات الرومانية، شملت جيوش الميدان أفواج من «البرابرة» المعينين من القبائل المتحالفة والمعروفة باسم فيوديراتي. وبحلول عام 400 ميلادي، أصبحت أفواج foederati وحدات دائمة من الجيش الروماني، مدفوعة ومجهزة من قبل الإمبراطورية الرومانية التي يقودها المدافع عن الشعب وتستخدم كما استخدمت الوحدات الرومانية. بالإضافة إلى foederati، استخدمت الإمبراطورية مجموعات من البرابرة للقتال جنبا إلى جنب مع جحافل «الحلفاء» من دون اندماج الجيوش الميدانية. تحت قيادة القائد الأعلى العام الروماني الحالي، وتم قيادتهم بالمستويات الدنيا من ضباطهم.
تطورت القيادة العسكرية كثيرا خلال تاريخ روما. في ظل النظام الملكي، تمت قيادة جيوش هبليت على يد ملوك روما. وفي أوائل الجمهورية الرومانية وأوسطها، كانت القوات العسكرية تحت قيادة واحدة من اثنين من القناصل المنتخبين لهذا العام. وقي أواخر الجمهورية، خدم النخبة من أعضاء مجلس الشيوخ الروماني، وذلك كجزء من التدرج الطبيعى للمراكز العامة المنتخبة والمعروفة باسم هرم المناصب الروماني، أولا القسطور موظف رومانى (و غالبا ما تنشر كنواب القادة الميدانيين)، ثم البريتور القاضي. وفي أعقاب انتهاء مدة البريتور القاضي أو القنصل، يتم تعيين عضو مجلس الشيوخ من قبل مجلس الشيوخ باعتباره بريتور(حاكم مقاطعة) أو بروقنصل (وفقا لأعلى منصب في السابق) لحكم مقاطعة أجنبية. ثم يتم اختيار الضباط الأصغر سنا (و لكن ليس إلى بما في ذلك مستوى سنتوريون) على يد قادتهم من clientelae أو تلك التي أوصى بها الحلفاء السياسيين من بين نخبة مجلس الشيوخ. وفي ظل أغسطس، والذي من أهم الأولويات السياسية لوضع الجيش تحت قيادة موحدة ودائمة، وكان الإمبراطور القانونية قائد الفيلق ولكن كل ذلك يمارس القيادة من خلال ليغاتوس (البابا) من عين مجلس الشيوخ النخبة. في إقليم واحد مع الفيلق، موفد من شأنها قيادة الفيلق (legatus legionis)، وأيضا بمثابة حاكم المقاطعة، في حين أنه في مقاطعة أكثر من الفيلق، كل ذلك الفيلق سيكون بقيادة البابا والمندوبون ستكون تحت قيادة حاكم المقاطعة) ولكن أيضا موفد من رتبة أعلى). وخلال المراحل الأخيرة من الإمبراطورية الفترة (وربما مع بداية ديوكلتيانوس)، تم التخلي عن النموذج أغسطسي. حكام المقاطعات جردوا من السلطة العسكرية، وقيادة الجيوش في مجموعة من المحافظات وكان لجنرالات دشكوف المعين من قبل الإمبراطور. هذه لم تعد من أعضاء النخبة الرومانية ولكن الرجل الذي جاء من خلال وحدة الصف وشهدت الكثير من عملية تجنيد. بوتيرة متزايدة، وحاول هؤلاء الرجال (وأحيانا بنجاح) والاستيلاء على مواقع من الأباطرة الذين عينتهم. تناقص الموارد، مما يزيد من الفوضى السياسية والحرب الأهلية في نهاية الإمبراطورية الغربية عرضة للهجوم والاستيلاء عليها من قبل الشعوب المجاورة البربري.
أقل نسبيا هو معروف عن الرومانية البحرية من الجيش الروماني. قبل منتصف القرن 3rd من قبل الميلاد، والمعروفة باسم المسؤولين duumviri البحرى قيادة أسطول من السفن التي تستخدم في المقام الأول والعشرين للسيطرة على القرصنة. وكان هذا الأسطول في 278 م وحلت محلها قوات التحالف. فإن الحرب البونية الأولى تتطلب روما بناء أساطيل كبيرة، وفعلت ذلك إلى حد كبير وبمساعدة وتمويل من الحلفاء. هذا الاعتماد على الحلفاء واستمر حتى نهاية الجمهورية الرومانية. فإن السفن الحربية في العصر الهلنستي هو السبب الرئيسي والسفن الحربية على كلا الجانبين من الحروب البونية وتشكل عماد القوات البحرية الرومانية إلى أن حلت محلها في الوقت قيصر أغسطس أخف وزنا وأكثر من خلال المناورة السفن. بالمقارنة مع السفينة، quinquireme يسمح استخدام مزيج من الخبرة والخبرة من أفراد الطاقم (ميزة رئيسية لتوليد الكهرباء تعتمد على الأرض)، وأقل من المناورة المسموح الرومان على اعتماد والكمال الصعود تكتيكات القوات باستخدام ما يقرب من 40 مشاة البحرية بدلا من الرام. سفن بقيادة navarch، وهو برتبة معادلة لسنتوريون، الذين عادة ما يكونون غير المواطنين. وتقترح بوتر لأن أسطول يسيطر عليه غير والرومان، والقوات البحرية واعتبرت غير الرومانية ويسمح للضمور في زمن السلم.
وتفيد معلومات ان بحلول موعد أواخر الإمبراطورية (350 ميلادي)، والرومانية البحرية وتضم عددا من السفن الحربية بما في ذلك كل من أساطيل السفن التجارية والنقل والإمداد. وكانت السفن الحربية مجذوف الألواح الشراعية مع ثلاثة وخمسة مصارف من الملاحين. وتشمل هذه القواعد أسطول الموانئ رافينا، آرل، Aquilea، وMisenum مصب نهر السوم في الغرب والإسكندرية ورودس في الشرق. الأساطيل الصغيرة الحرفية الصغيرة النهر (فئات) هي جزء من limitanei (قوات الحدود) خلال هذه الفترة، ومقرها في الموانئ محصنة على طول نهر الراين ونهر الدانوب. حقيقة ان الجنرالات البارزين قيادة جيوش واساطيل كل من يشير إلى أن القوات البحرية التابعة للتعامل على أنها مساعدة للجيش وليس كدولة مستقلة. تفاصيل هيكل قيادة أسطول القوة وخلال هذه الفترة ليست معروفة على الرغم من أنه من المعروف أن الأساطيل وكانت قيادة المحافظين.

## الثقافة

سبع تلال روما

الحياة في روما القديمة تدور حول مدينة روما، التي تقع على سبعة تلال. وتشتمل المدينة على عدد كبير من المبانى التذكارية مثل الكولوسيوم، مجمع تراجان والبانثيون. وفيها نافورات مياه الشرب العذبة التي توفرها مئات الكيلومترات من القنوات المائية، والمسارح، ومبانى الألعاب الرياضية(الجمنازيوم)، ومجمعات حمام تكتمل مع المكتبات والمحلات التجارية والأسواق، والمجاري الوظيفية. في جميع الأراضي الواقعة تحت سيطرة روما القديمة، تراوحت العمارة السكنية بين منازل متواضعة جدا إلى الفيلات الريفية. أما في العاصمة روما، كانت المساكن الامبراطورية على تل بلاطي(قصرى) الانيق، حيث استمدت كلمة قصر منه. وتعيش الطبقات المنخفضة من عامة الشعب والمتوسطة الفروسية في وسط المدينة، وتعبأ في شقق، أو Insulae التي كانت أشبه بالاقليات الحديثة. وتُبنى هذه المناطق غالبا على أراضي الطبقة العليا لجمع دخول ايجار العقارات، وغالبا ما يكون في مركزها المدارس أو غرف التسوق ‏  و يُمد هؤلاء الناس بالحبوب المجانية، ويتم الترفيه عنها بألعاب المجالدة (gladiator)، كما يتم تسجيلهم كتابعين من السادة المعتقين في صفوف الطبقة العليا الأرستقراطيون، للمساعدة التي تنشدها ولتدعيم مصالحهم.

### اللغة
اللغة القومية للرومان هي اللاتينية، لغة إيطالية حيث تعتمد قواعدها قليلا على ترتيب الكلمة، ونقل المعنى من خلال نظام اللاحقة المتصلة بجذر الكلمة. وتعتمد أبجدية اللغة على الأبجدية الإتريورية، التي كانت بدورها تعتمد على الأبجدية اليونانية. وعلى الرغم من أن الأدب اللاتيني الباقي يتألف كله تقريبا من اللاتينية الكلاسيكية، لغة الادب مصطنعة للغاية، منمقة الأسلوب ومصقولة من القرن الأول قبل الميلاد، وكانت اللغة المنطوقة فعليا في الإمبراطورية الرومانية اللاتينية العامية، والتي تختلف بشكل كبير عن اللاتينية الكلاسيكية في قواعد اللغة والمفردات، وأخيرا في النطق.
بينما استمرت اللاتينية اللغة الرئيسي المكتوبة في الإمبراطورية الرومانية، أصبحت اليونانية اللغة التي يتحدث بها جيدا النخبة المتعلمة، إذ أن معظم المؤلفات التي درسها الرومان كتبت باليونانية. في النصف الشرقي من الإمبراطورية الرومانية، والتي تحولت فيما بعد إلى الإمبراطورية البيزنطية لم تكن اللاتينية قادرة أبدا على أن تحل محل اليونانية، وبعد وفاة قسطنطين، أصبحت اليونانية اللغة الرسمية للحكومة البيزنطية. وأدى توسع الإمبراطورية الرومانية إلى انتشار اللاتينية في جميع أنحاء أوروبا، وبمرور الوقت تطورت اللاتينية عامية اللهجة وأثارت الجدل في مواقع مختلفة، وتدريجيا تحولت إلى عدد متميز من اللغات الرومانسية.

### الدين
الدين الروماني القديم، على الأقل فيما يتعلق بلآلهة، وكانت تتألف من مستندات غير مكتوبه، فضلا عن انها كانت علاقات متبادلة بين الآلهة والبشر. تختلف عن الأساطير اليونانية، ان والآلهة غير مجسده، لكنها معروفه بغموض الروح المقدسة وتدعي numina. يعتقد الروماني أيضا أن كل شخص أو مكان أو شيء له عبقريته الخاصة، أو الروح الإلهي. خلال الجمهورية الرومانية، نظمت الديانة الرومانية في إطار نظام صارم للمكاتب الكهنوتية، والتي عقدت بواسطة رجال مجلس الشيوخ. كانت كلية Pontifices أعلى هيئه في حكومة الكهنة تلك، وكان رئيسها الكاهن، بونتيفكس مكسيموس، رأس الدولة والدين. احترس فلامين من الآلهة من مختلف الطوائف، بينما وثق العراف باتخاذ التكهن. تولي الملك المقدس المسئوليات الدينية بقرار الملوك. في عهد الإمبراطورية الرومانية، وعقدت الأباطرة بوجود الآلهة [بحاجة لمصدر]، وأصبح إضفاء الطابع الرسمي على الامبراطورية يزداد بروزا.
كلما زاد الاتصال مع اليونانيين أصبحت الآلهة الرومانية القديمة مرتبطه على نحو متزايد الآلهة اليونانية. وهكذا كان جيوبيتر ينظر إلى نفسه بوصفه مثل معبودته زوس، أصبح مارس مرتبطا مع آريز، ونبتون مع بوسيدون. افترضت الآلهة الرومانية أيضا الصفات والأساطير لهذه الآلهة اليونانيه. في ظل الإمبراطورية استوعبت الرومان الأساطير من الموضوعات التي غزاها، وغالبا ما تؤدي إلى المواقف التي فيها كهنة المعابد التقليدية الإيطالية آلهة موجودة جنبا إلى جنب مع تلك الآلهة الأجنبية. وابتداء من الإمبراطور نيرو كان مسؤول السياسة الرومانية والمسيحية سلبيا، وعلى بعض النقاط، يمكن ان يعاقب بالإعدام لمجرد كونه مسيحيا. في عهد الإمبراطور ديوكلتيانوس ،وصل اضطهاد المسيحيين الي ذروته. ومع ذلك، أصبح رسميا ان يؤيد الدين الدولة الرومانية في ظل قسطنطين الأول، وأصبحت مهيمنة. وكانت محظورة جميع الأديان الا المسيحية في 391 ميلادي من خلال مرسوم الإمبراطور ثيودوسيوس الأول.

### الفن والموسيقى والأدب
تظهر أساليب الرسم الروماني التأثير اليونانية، والأمثلة الحيه في المقام الأول تستخدم لزخرفة الجدران وسقوف الفيلات، على الرغم من ذلك يتضمن الأدب الروماني لوحات تذكر على الخشب، والعاج، وغيرها من المواد الأخرى. عدة أمثلة الرومانية انه تم العثور على لوحة في بومباي، وهذه من الفن المؤرخون تقسيم تاريخ رومان اللوحة إلى أربع فترات. أول أسلوب اللوحة الرومانية مورست منذ أوائل القرن 2nd قبل الميلاد إلى أوائل أو منتصف القرن 1st قبل الميلاد. كانت تتألف أساسا من المقلدة من الرخام، والبناء، وإن كان في بعض الأحيان بما في تصوير الشخصيات الأسطورية. النمط الثاني من لوحة الرومانية بدأت في أوائل القرن 1st قبل الميلاد، ومحاولة تصوير واقعية ثلاثية الابعاد الخصائص المعمارية والمناظر الطبيعية. النمط الثالث وقعت في عهد أغسطس (27 قبل الميلاد—14 ميلادية)، ورفض الواقعية من النمط الثاني لصالح زخرفة بسيطة. المشهد المعماري صغيرة، والمناظر الطبيعية، أو مجردة التصميم وضعت في وسط مع أحادية اللون الخلفية. الأسلوب الرابع، الذي بدأ في القرن 1st، يصور مشاهد من الأساطير، مع الحفاظ على التفاصيل المعمارية وأنماط مجردة.
صورة التمثال خلال الفترة الكلاسيكية، والاستفادة من الشباب النسب، وتتطور لاحقا إلى مزيج من الواقعية والمثالية. خلال الأباطرة الأنطونيين الرومان وSeveran فترات أكثر الشعر المزخرفة وbearding أصبحت سائدة، وإنشاء أكثر عمقا وقطع الحفر. كما تم التقدم المحرز في الإغاثة والمنحوتات، وعادة ما يصور انتصارات الرومانية.الكتابات اللاتينية كانت منذ بدايتها بدرجة كبيرة اليونانية المؤلفين. بعض من أقرب الأعمال القائمة التاريخية ملاحم وقال الجيش في وقت مبكر من تاريخ روما. كما وسعت الجمهورية، والمؤلفين وبدأ إنتاج الشعر، والكوميديا، والتاريخ، والمأساة.الموسيقى الرومانية إلى حد كبير على أساس الموسيقى اليونانية، وتلعب دورا رئيسيا في كثير من جوانب الحياة الرومانية. في الجيش الروماني، والآلات الموسيقية مثل البوق (طويل البوق أو cornu (مماثلة إلى القرن الفرنسية) كانت تستخدم لإعطاء الأوامر المختلفة، في حين bucina (ربما البوق أو القرن)، وlituus) ربما ممدود على شكل صك ياء)، واستخدمت في احتفالية القدرات. موسيقى استخدم في المدرجات وبين معارك في odea، في هذه البيئات، ويعرف ما إذا كان قد تميزت cornu وhydraulis (نوع من المياه الجهاز). معظم الطقوس الدينية ظهرت عروض موسيقية، tibiae (أنابيب مزدوجة) في التضحيات، والصنج أداة موسيقية و والدف  في طقوس العبادة، وخشخيشات والترانيم من جميع الاتجاهات. بعض المؤرخين يعتقدون أن الموسيقى الموسيقى استخدمت تقريبا في جميع الاحتفالات العامة. ليست موسيقى بعض المؤرخين إذا رومان الموسيقيين مساهمة كبيرة لنظرية أو ممارسة الموسيقى.
إن الكتابة على الجدران، وبيوت الدعارة ولوحات كثير، والنحت الموجود في بومباي و هركولانيوم تشير إلى أن الرومان قد قدموا ثقافة مشبعة بالجنس.

### دراسات علمية
في دراسة روما القديمة نشأت خلال عصر التنوير في فرنسا. شارل مونتسكيو كتب العمل تأملات حول أسباب عظمة والانحراف من الرومان. أول عمل هو تاريخ من التدهور والسقوط للإمبراطورية الرومانية قبل ادوارد غيبون، الذي يشمل الفترة الممتدة من نهاية القرن 2nd لسقوط الإمبراطورية البيزنطية في 1453. مثل مونتسكيو، غيبون المدفوعة عن أسمى آيات التقدير لفضيلة رومان المواطنين. Barthold جورج Niebuhr كان مؤسس دراسة الرومانية القديمة والتاريخ وكتب التاريخ الروماني، تعقبها فترة حتى الحرب البونية الأولى. Niebuhr بذلت محاولة لتحديد الطريقة التي تطورت التقليد الروماني. ووفقا له، والرومان، ومثل بقية الناس، وكان تاريخيا الروح التي كانت أساسا في الحفاظ على العائلات النبيلة. خلال نابليون فترة عمل بعنوان تاريخ الرومان من قبل فيكتور Duruy يبدو. وسلط التقرير الضوء على قيصري الفترة الشعبية في ذلك الوقت. تاريخ روما، والرومانية والقانون الدستوري وInscriptionum Latinarum كوربوس، وقبل كل شيء Mommsen تيودور، وأصبح من المعالم الهامة للغاية. عمل في وقت لاحق من العظمة ورفض روما قبل Guglielmo فيريرو نشر. روسيا العمل Очерки по истории римского землевладения، преимущественно в эпоху Империи (الخطوط الرومانية على ملكية الأرض والتاريخ ، لا سيما خلال الإمبراطورية) ايفان Grevs يتضمن معلومات عن اقتصاد Pomponius Atticus، واحدا من أكبر ملاك الأراضي في نهاية الجمهورية.

### الألعاب والأنشطة
شباب روما عدة أشكال اللعب وممارسة، من قبيل القفز، المصارعة، والملاكمة، وسباقات.  وفي الريف، والتسلية للأثرياء كما تضمنت الصيد والقنص.  كما كان الرومان عدة أشكال من لعب الكرة، بما يشبه كرة اليد.  لعبة النرد أو المستندات، والمقامرة ألعاب التسلية الشعبية للغاية. المرأة لم تشارك في هذه الأنشطة. للأثرياء، وحفلات العشاء فرصة للتسلية، وأحيانا تتضمن الموسيقى والرقص، وقراءات شعرية. بليبس مماثلة في بعض الأحيان تتمتع الأطراف أو من خلال النوادي والجمعيات، على الرغم من الطعام الترفيهية يعني عادة رعايته حانة s. للأطفال الترفيه واللعب مع مثل هذه المباريات كما قفز.
وثمة شكل من أشكال الترفيه الشعبي كان مجالد ial القتال. المصارعون إما قاتل حتى الموت، أو أن «أول الدم» مع مجموعة متنوعة من الأسلحة ومجموعة متنوعة من سيناريوهات مختلفة. هذه المعارك حققت ارتفاع شعبية تحت الإمبراطور كلوديوس، الذي وضعت النتيجة النهائية للمكافحة بقوة في يد الإمبراطور مع بحركة يدوية. وخلافا للاحتجاجات الشعبية في الفيلم، والعديد من الخبراء يعتقدون أن هذه البادرة ليست للموت «اعترض». على رغم أن لا أحد من المؤكد حسب ما تلميحات بعض الخبراء أن نخلص إلى أن الإمبراطور وتحمل من «الموت» من خلال عقد أثار قبضة المقاتلين إلى الفوز ان يتم تمديد بإبهامه إلى أعلى، في حين أن «الرحمة» وأشار إلى وجود أثار مع قبضة لا تمديد لمشيئته. الحيوان يظهر أيضا بشعبية الرومان، حيث كانت إما الخارجية الحيوانات المعروضة للجمهور، أو الجمع بين مكافحة جلد. سجناء أو مجالد، مسلحة أو غير مسلحة، وكان في الساحة والحيوان.
فإن السيرك، وأخرى شعبية الموقع في روما، وكان يستخدم في المقام الأول للحصان وعربة السباق، وعندما غمرت مياه الفيضان السيرك، يمكن أن تكون هناك معارك البحر. كما تم استخدامها في العديد من المناسبات الأخرى. السيرك قد يصل عدده إلى 385,000 نسمة ؛  شخصا في جميع أنحاء سيزور روما. اثنين من المعابد واحد مع سبعة كبير واحد مع البيض وسبعة من الدلافين، ويكمن في قلب مسار مكسيموس، وكلما قدم المتسابقون لفة واحدة من كل ستزال. وقد تم ذلك للحفاظ على المشاهدين والمتسابقين على علم السباق الإحصاءات. غير الرياضية ل، مكسيموس هو أيضا مجال التسويق والقمار. السلطات العليا، مثل الإمبراطور، كما حضر مباراة في السيرك، لأنه يعتبر غير مهذب لتجنب الحضور. السلطات العليا، وفرسان، والكثير من الناس الذين شاركوا في السباق، وجلس في مقاعد مخصصة تقع فوق الجميع. واعتبر أيضا أنه من غير المناسب أن الأباطرة لصالح فريق معين. فإن مكسيموس أنشئت في عام 600 قبل الميلاد واستضافت آخر لعبة سباق الخيل في 549 ميلادي، وبعد أكثر من العادة دائما الألفية.

## رومان الإنجازات التكنولوجية
روما القديمة تباهى التكنولوجية انتصارات رائعة، وذلك باستخدام العديد من التطورات التي من شأنها أن تضيع في العصور الوسطى، ومرة أخرى لا ينافسه حتى 19th و20th قرون. العديد من الابتكارات العملية رومان اعتمدت في وقت سابق من تصاميم اليونانية. التقدم في كثير من الأحيان، ومقسمة على أساس الحرفية. مجموعات من الحرفيين غيورا في حراسة التكنولوجيات الجديدة للتجارة سرية. [بحاجة لمصدر]الهندسة الرومانية، فضلا عن الهندسة العسكرية الرومانية تشكل جزءا كبيرا من روما التفوق التكنولوجي والتراث، وساهمت في بناء مئات الطرق والجسور وقنوات ، والحمامات، والمسارح والساحة. العديد من المعالم الأثرية، مثل الكولوسيوم، بونت دو جارد، بانثيون والناس المهمين، كما لا تزال هناك شواهد على الهندسة الرومانية، والثقافة.
الرومان خاصة مشهود لهم  هيكل ، وهو في المجموعة الثانية مع التقاليد اليونانية إلى "الكلاسيكية الهيكل". على الرغم من وجود الكثير من الخلافات من العمارة اليونانية، استعار كثيرا من روما واليونان على التمسك الصارم، رسمي ونسب البناء والتصميمات. فضلا عن وظيفتين جديدتين لأوامر من الأعمدة، والمركب وتوسكان، من القبة، التي تستمد من مواطن إتريوريا اللدود روما، وكان عدد قليل نسبيا من الابتكارات المعمارية حتى نهاية الجمهورية.

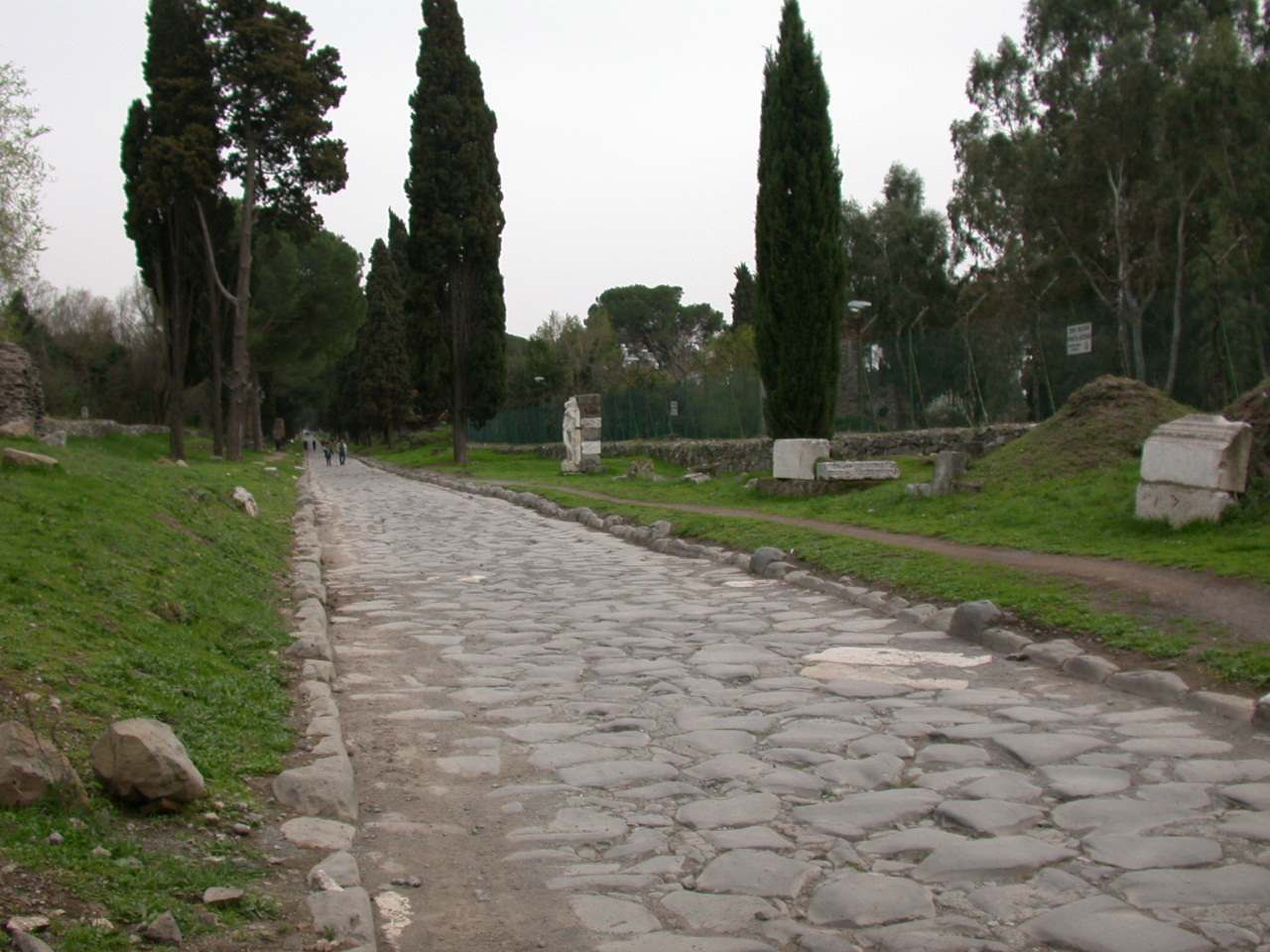
منتمي لآبيوس فإن الطريق (فيا Appia)، وهو الطريق الذي يربط مدينة روما على الأجزاء الجنوبية من إيطاليا، ما زالت قابلة للاستخدام حتى في يومنا هذا.

1st في القرن قبل الميلاد، وبدأت في استخدام الرومان ملموسة على نطاق واسع. اخترع ملموسة في أواخر القرن 3rd قبل الميلاد. كان قويا الاسمنت المستمدة من pozzolana، وسرعان ما مخلوع الرخام باعتبارها الجهاز الرئيسي للرومان ومواد البناء والكثير من الجرأة يسمح المخطط المعماري. 1st كما في القرن قبل الميلاد، فيتروفيو كتب دي architectura، وربما أول مقالة كاملة عن بنية في التاريخ. 1st في أواخر القرن قبل الميلاد، وروما، كما بدأ استخدام نفخ الزجاج في وقت مبكر بعد اختراع في سوريا حوالي 50 قبل الميلاد. الفسيفساء ق تولى الإمبراطورية عن طريق العاصفة بعد استخراج عينات خلال وسيوس كورنيليوس Sulla / حملات في اليونان.
مادة التاريخ الروماني ملموسة

ملموسة مكنت مهد دائم الرومانية والطرق، وكثير منها ما زال قيد الاستخدام من الف عام بعد سقوط روما. بناء واسعة وفعالة والسفر في جميع أنحاء الشبكة الإمبراطورية زيادة كبيرة في روما والسلطة والنفوذ. كان أصلا للسماح الفيلق الروماني ل أن يتم نشرها بسرعة. ولكن هذه الطرق السريعة أيضا ذات أهمية اقتصادية هائلة، وترسيخ دور روما باعتبارها مفترق الطرق التجارية بين منشأ القول «كل الطرق تؤدي إلى روما». إن الحكومة الرومانية محطات المرطبات التي قدمت للمسافرين على فترات منتظمة على طول الطرق وتشييد الجسور وعند الاقتضاء، وإنشاء نظام للحصان ببعضها لساعي المستندات التي سمحت للسفر إرسال ما يصل إلى 800 كيلومتر (500 ميل) في 24 ساعة. 

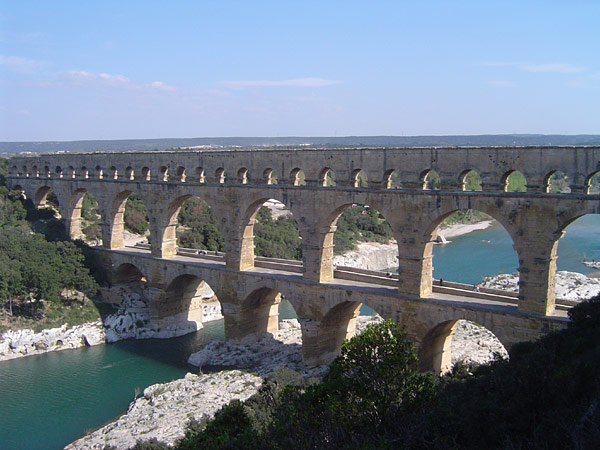
بونت دو جارد في فرنسا هو الرومانية بنيت في قناة c. 19 قبل الميلاد. وهو موقع تراث عالمي.

شيد الرومان العديد من  القنوات  لتوفير المياه للمدن والمواقع الصناعية والمساعدة في الزراعة. مدينة روما التي تقدمها القنوات مع 11 مشتركة بطول 350 كلم (220 ميل). ومعظم القنوات شيدت تحت السطح، إلا أجزاء صغيرة فوق الأرض بدعم من الأقواس. في بعض الأحيان، حيث الأغوار أعمق من 50 مترا (165 قدم) وكان لا بد من تجاوزه مقلوب يمتص استخدمت القوة المائية شاقة. 
الرومان أيضا التطورات الرئيسية في المرافق الصحية. الرومان خاصة مشهورة العامة والحمامات، ودعا ثرمي، التي كانت تستخدم في كل من صحية واجتماعية. العديد من المنازل الرومانية جاءت إلى مرحاض دافق المستندات والمباني والسباكة، ومعقدة، والصرف الصحي ونظام، مجرور ماكسيما، وكان يستخدم لاستنزاف المحلية الأهوار دإط وحمل النفايات في نهر التيبر. وتكهن بعض المؤرخين إلى أن استخدام الرصاص في أنابيب الصرف الصحي وأنظمة أنابيب المياه وأدى ذلك إلى انتشار التسمم بالرصاص، مما ساهم في انخفاض معدل المواليد واضمحلال العامة في المجتمع الروماني وصولا إلى سقوط روما. ومع ذلك، تؤدي المضمون إلى الحد الأدنى يمكن أن يكون بسبب تدفق المياه من القنوات لا يمكن إيقافها، بل يتعارض باستمرار عن طريق المنافذ العامة والخاصة في المجارير، وعددا صغيرا فقط من الصنابير في استخدامها.